# Urgineeae
Urgineeae es una tribu de las escilóideas de la familia de las asparagáceas.
Urgineeae está distribuida principalmente en África, el Mediterráneo hasta India y Madagascar. Presentan semillas aplanadas, aladas con la testa escasamente adherida al endosperma. Los números cromosómicos básicos son n=6, 7 y 10. Las urgineóideas incluyen a los géneros Drimia, Bowiea, Urginea, Litanthus, Rhadamanthus, Schizobasis, Tenicroa e Igidia. 

## Géneros
- Boosia Speta =~ Drimia Jacq. ex Willd.
- Bowiea Harv. ex Hook. f.
- Charybdis Speta =~ Drimia Jacq. ex Willd.
- Drimia Jacq. ex Willd.
- Duthiea Speta =~ Drimia Jacq. ex Willd.
- Ebertia Speta =~ Drimia Jacq. ex Willd.
- Fusifilum Raf. =~ Drimia Jacq. ex Willd.
- Geschollia Speta =~ Drimia Jacq. ex Willd.
- Indurgia Speta =~ Drimia Jacq. ex Willd.
- Ledurgia Speta =~ Drimia Jacq. ex Willd.
- Litanthus Harv.
- Ophiobostryx Skeels = Bowiea Harv. ex Hook. f.
- Rhadamanthopsis (Oberm.) Speta =~ Drimia Jacq. ex Willd.
- Rhadamanthus Salisb.
- Rhodocodon Baker =~ Drimia Jacq. ex Willd.
- Schizobasis Baker
- Sekanama Speta =~ Drimia Jacq. ex Willd.
- Sypharissa Salisb. = Drimia Jacq. ex Willd.
- Tenicroa Raf.
- Thuranthos C. H. Wright =~ Drimia Jacq. ex Willd.
- Urginavia Speta =~ Drimia Jacq. ex Willd.
- Urginea Steinh.
- Urgineopsis Compton =~ Drimia Jacq. ex Willd.